# Ceratophyllus affinis
Ceratophyllus affinis är en loppart som beskrevs av Nordberg 1935. Ceratophyllus affinis ingår i släktet Ceratophyllus och familjen fågelloppor.

## Underarter
Arten delas in i följande underarter:
- C. a. affinis
- C. a. neglectus